# Биллинг (мифология)
Би́ллинг (др.-сканд. Billingr) — в скандинавской мифологии один из карликов (двергов), по другой версии — великанов (ётунов).

## Этимология
В древнескандинавском языке Billingr означает «близнец» (англ. twin, нем. Zwilling) либо «гермафродит» (нем. Zwitter).

## Биллинг в письменных источниках
Биллинг упоминается при перечислении двергов в строфе 13 одного из манускриптов «Прорицания вёльвы», первой части «Старшей Эдды». В «Речах Высокого» (строфы 96-102) от лица верховного бога Одина повествуется о его безуспешных попытках добиться любви (безымянной) дочери Биллинга, которые закончились тем, что, придя на назначенное ею свидание, он нашёл вместо девушки привязанную к постели собаку.
В «Языке поэзии», одной из частей «Младшей Эдды», приводится кеннинг для обозначения поэзии (или стихотворения), дословно означающий «чаша сына Биллинга». Ещё один поэтический синоним со значением «могучая атака», в котором неизвестный автор упоминает Биллинга, можно встретить в сохранившемся произведении предположительно XII века.
В «Деяниях данов» Саксона Грамматика Биллинг — король рутенов, чьей дочерью Риндой обманом овладел предводитель богов Один, в результате чего появился их совместный сын Бо, отомстивший за смерть правителя Дании Бальдера. За такой бесчестный поступок боги отправили Одина в изгнание, где тот пробыл почти 10 лет.

## Интерпретации и мнения
Нельзя сделать однозначный выбор в пользу того, был ли Биллинг карликом или великаном, но в первом случае его дочь была бы одним из очень немногочисленных примеров женщин-двергов в скандинавской мифологии. Поскольку и карлики и великаны обладали медом поэзии до того, как Один нашел его, уже упомянутый кеннинг для поэзии работает в обоих вариантах. Невозможно также однозначно доказать, какая связь существовала у Биллинга, отца девушки из «Речей Высокого», с королём и карликом Биллингом.
Эпизод с неудачей Одина, так и не получившего любви дочери Биллинга, породил среди исследователей немало интерпретаций: от магических способностей девушки, оказавшихся выше магии бога, до указания на возможный только в мире великанов акт зоофилии (отсюда и привязанная собака), который был непозволителен для богов. Порою в дочери Биллинга — точнее, дочери короля рутенов, если считать их независимыми персонажами, что также является предметом дискурсий — видели даже персонификацию белой, покрытой снегом, земли, которая оттаивает от тепла ухаживаний Одина-Солнца и приносит ему сына, олицетворяющего собою свет дней, растущих с наступлением весны. Если же видеть в этой истории не мифологическое, а лишь бытовое повествование (возможно, даже вставленное в текст позднее, уже в христианскую эпоху), то в целом она должна была демонстрировать женскую лживость и фальшь. К тому же древнеисландский текст позволяет и другие переводы главной героини: не только «дочь» Биллинга, но и «жена» или просто «женщина».
По представлениям шведского писателя и историка культуры Виктора Рюдберга Биллинг персонифицирует вечер и сияние сумерек, является повелителем воинов, охраняющих божества света, и обитает на западе Ванахейма. Эти взгляды были подхвачены и углублены в неоязыческом движении Асатру.
Следующие примеры говорят о распространённости и значении имени Биллинг, которое носили (или носят до сих пор):
- Биллинги — графский род из Саксонии,
- Биллингсгейт — район Лондона,
- Биллингова пустошь — в Ланкашире,
- Биллинген — гора на Готланде,
- Биллингсберг — местность в Телемарке,
- Биллинг — район Нортгемптона и многие другие.